# 塔城翠雀花
塔城翠雀花（学名：Delphinium aemulans）为毛茛科翠雀属的植物。分布于俄罗斯以及中国大陆的新疆等地，生长于海拔1,400米的地区，多生长在山坡，目前尚未由人工引种栽培。